# Alveslohe
Alveslohe est une commune allemande du Schleswig-Holstein, située dans l'arrondissement de Segeberg (Kreis Segeberg), à quatre kilomètres à l'ouest de Henstedt-Ulzburg. Alveslohe est la commune la plus peuplée des six communes de l'Amt Kaltenkirchen-Land (« Kaltenkirchen-campagne ») dont le siège est à Kaltenkirchen.

## Personnalités liées à la ville
- Ernst-Wilhelm Springer (1925-2007), homme politique né à Alveslohe.

## Lieux et monuments
Le manoir de Kaden se situe à deux kilomètres à l'est du village.